# En natt att leva
En natt att leva (originaltitel: Odd Man Out) är en brittisk drama-film noir från 1947 i regi av Carol Reed, med manus skrivet av R.C. Sheriff, baserat på romanen Jagad från 1945 av F.L. Green (1902–1953). Den vann BAFTA-priset för bästa brittiska film 1948 och nominerades till en Oscar.

## Handling
Johnny McQueen (James Mason) är ledare för en grupp irländska republikaner i Belfast, som planerar att utföra ett bankrån. Under rånet blir Johnny sårad och tvingas sedan fly undan polisen genom vinternatten i Belfast.

## Medverkande (urval)
- James Mason – Johnny McQueen
- Robert Newton – Lukey
- Cyril Cusack – Pat
- F.J. McCormick – Shell
- William Hartnell – Fencie
- Fay Compton – Rosie
- Denis O'Dea – Inspector
- W.G. Fay – Father Tom
- Maureen Delaney – Theresa O'Brien
- Elwyn Brook-Jones – Tober
- Robert Beatty – Dennis
- Dan O'Herlihy – Nolan